# Straßenbrücke von Cubzac
Die Straßenbrücke von Cubzac ist eine der vier Brücken, die zwischen den französischen Orten Cubzac-les-Ponts und Saint-Vincent-de-Paul im Département Gironde in der Region Nouvelle-Aquitaine die Dordogne überqueren. Im Französischen hat sie unterschiedliche Bezeichnungen wie Pont de Cubzac, Pont routier de Cubzac, Pont routier de Saint-André-de-Cubzac (nach dem größeren Nachbarort) oder auch Pont de Cubzac et de Saint-Vincent-de-Paul.
Sie war ursprünglich ein Teil der Nationalstraße 10 von Paris nach Bordeaux und weiter nach Hendaye an der spanischen Grenze, dient heute aber nur noch der Départementstraße 1010 von Saint-André-de-Cubzac zu den Vororten von Bordeaux.
Der Fernverkehr wird von der etwa einen Kilometer flussaufwärts stehenden Autobahnbrücke aufgenommen, die 1974 eröffnet wurde. Etwa einen Kilometer flussabwärts steht die 1885 fertiggestellte Eisenbahnbrücke von Cubzac. Oberhalb der Autobahnbrücke steht eine Brücke für die Schnellfahrstrecke des TGV von Paris nach Bordeaux.

## Hängebrücke (1839–1869)

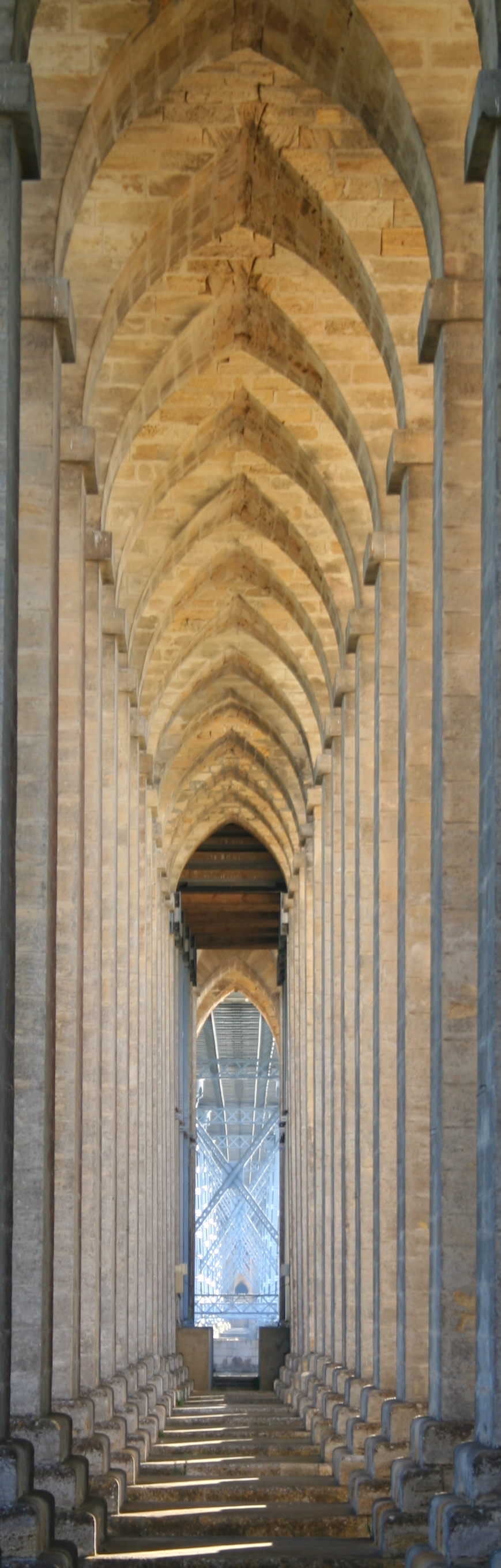
Zwischen den Pfeilern einer Zufahrtsrampe

Die Überquerung der etwa 500 m breiten Dordogne mit ihren gelegentlich heftigen Winden und Gezeitenströmungen war immer eine gefährliche Unternehmung. Die Fähren konnten bald den Verkehr nicht mehr bewältigen. Napoleon befahl daher schon 1812 den Bau einer Brücke. In den politischen Umwälzungen der Zeit ging der Plan jedoch unter. Als 1822 die Pont de pierre über die Garonne in Bordeaux eröffnet wurde, war die Dordogne das letzte große Hindernis auf der Straße von Paris nach Spanien. 1827 erhielt die Gesellschaft De Verges & Bayard de la Vingtrie, ein Konkurrent der Gebrüder Seguin, die Konzession zum Bau einer Hängebrücke, die 1833 fertiggestellt, aber erst 1839 von Herzog und Herzogin von Orléans feierlich eröffnet wurde.
Bei der von Jean-Baptiste Billaudel geplanten Hängebrücke handelte sich um ein 545 m langes Bauwerk mit 5 Öffnungen von je 109 m, die eine lichte Höhe von 22,5 m über dem Hochwasser der Dordogne hatten. Die Hängebrücke von Cubzac war wohl die längste Hängebrücke mit der größten Anzahl von aneinandergereihten Öffnungen ihrer Zeit.
Sechs auf Pfählen gegründete, gemauerte, 5 m breite und 13 m hohe Pfeilerpaare bildeten das Fundament für 28 m hohe, gusseiserne Pylone, auf denen die Tragkabel lasteten, an denen der 7,50 m breite Fahrbahnträger hing. Zusätzlich zu den Tragkabeln wurden Seile von den Pylonspitzen in beide Richtungen zu den Punkten gespannt, an denen der Fahrbahnträger den nächsten Pylon traf, um damit die Pylone zu versteifen. An die eigentliche Hängebrücke schlossen sich auf beiden Seiten lange, gemauerte Rampenbrücken mit je 28 Bögen an, um den Verkehr auf die Höhe der Brücke zu bringen. Einschließlich dieser Zufahrtsrampen hatte das Bauwerk eine Länge von insgesamt 1545 m.
Die Hängebrücke leistete zwar gute Dienste, es zeigten sich aber von Anfang an erhebliche Schwingungen der Fahrbahnträger, so dass eine Gewichtsbeschränkung eingeführt werden und der Schwerverkehr den Umweg über die 1824 eröffnete Brücke in Libourne nehmen musste. Bei einem schweren Sturm im Jahre 1869 erreichten die vertikalen Schwingungen aber Ausschläge von 2 m, was schließlich zum Einsturz eines Brückenfeldes und zu schweren Schäden an anderen Teilen der Brücke führte, so dass sie nicht mehr aufgebaut wurde.

## Gitterträgerbrücke (1883–1944/1947)
Nach dem Einsturz der Hängebrücke wurde lange über einen Neubau diskutiert. 1873 hatten zwar erste Mauerwerksarbeiten angefangen, aber die Arbeiten an der eigentlichen Brücke begannen erst 1879, als sich Gustave Eiffel mit dem schon 1869 von seiner Gesellschaft vorgelegten Projekt durchgesetzt hatte.
Die Brücke bestand aus schmiedeeisernen Gitterträgern, die auf gusseisernen Pylonen mit steinernem Unterbau lagerten. Eiffel hatte die Zahl der Pfeilerpaare auf neun erhöht und damit die Spannweiten verkürzt, so dass die Brücke mit einer Länge von 552 m aus 6 Feldern à 72,80 m und 2 Feldern à 57,60 m bestand. Die Zufahrtsrampen konnten weitgehend wieder verwendet werden. Die Gitterträger für die ersten drei Felder auf jeder Seite wurden im Taktschiebeverfahren erstellt und eingeschoben, einer damals noch weitgehend unbekannten Bauweise. Bei den mittleren Feldern befürchtete man Probleme mit den flexiblen Pylonen und baute die Gitterträger deshalb im Freivorbau.
Die Brücke wurde 1883 eröffnet. Sie widerstand den Stürmen und dem zunehmenden Verkehr der folgenden Jahrzehnte.
1944 am Ende des Zweiten Weltkriegs wurden die drei nördlichen Brückenfelder von deutschen Truppen gesprengt.
Der Wiederaufbau erfolgte nach einer entsprechenden Ausschreibung in den Jahren 1945–1947 durch die Anciens Établissements Eiffel unter der Leitung von Jacques Eiffel, einem der Enkel von Gustave Eiffel. Dabei wurde darauf geachtet, dass das Aussehen des neuen Abschnitts möglichst dem der alten Brücke glich. Allerdings wurde der Anschluss zu dem bestehenden Tragwerk als Gerberträger mit einem 44,80 m langen Einhängeträger ausgestaltet, um das unterschiedliche Verhalten der schmiedeeisernen und der stählernen Träger auszugleichen.